# Păcală și compania
Desenele animate ale caricaturistului Aurel Petrescu s-au născut sub influența celor americane și franceze din acea epocă. Realizate mai toate cu tehnica mixtă a desenului clasic și a cartoanelor decupate, personajele sale se mișcau simplu, doar din articulații, ceea ce îi făcu pe unii comentatori malițioși ai epocii să spună că desenele lui Petrescu ar trebui să se numească "articulate", nu animate. Din păcate, absolut toate desenele sale sunt considerate pierdute astăzi, fiind distruse datorită ignoranței și a trecerii timpului. Cu toate acestea, presimțind parcă destinul tragic al peliculelor sale, Aurel Petrescu a creat un album cu 240 de fotograme, ceea ce a permis cercetătorilor să-și facă o idee asupra creației sale. La unele dintre ele se observă și pista sonoră, așadar producția sa a continuat și după introducerea sunetului în filme.
S-au stabilit un număr de circa 70 de pelicule de animație care-i aparțin. Unele sunt independente, altele au reprezentat reclame pentru diferite companii.

## Păcală, motanul și peripețiile lor
"Păcală în lună" (premiera pe 4 aprilie 1920) și Motanul în lună (1926). O confortabilă navă cosmică plutește peste mări și țări, dincolo de polul nord, către straniile peisaje selenare. La bord, căpitanul scrutează zările cu ajutorul unui ochean. Astfel, el vede podul de la Cernavodă, catedrala Notre Dame, un peisaj polar, Colosseumul din Roma, palatul Ligii Națiunilor, un mare port maritim și altele. Pentru a-și duce personajele în Lună, Aurel Petrescu a inventat aparate de zbor, care mai de care mai curioase. Putem vedea zeppeline și rachete, un fel de elicopter sub forma unui tramvai aerian sau o navă interspațială cu elicea în funcțiune. Personajele din Lună sunt la fel de stranii: un cocoș cu cap de elefant și un elefant cu cap de cocoș, o barză cu cap de porc, un câine cu cap de rață. "Păcală în lună" a fost realizat la casa de producție "Soarele" a germanului Erich Pommer, cu ajutorul inginerului chimist Constantin Ionescu-Cioc și al operatorului Constantin Ivanovici, filmul având o lungime de circa 30 de metri.

Cezar sau Bachus în "Bărbatul de la Adam până astăzi"

"Păcală amorezat". Din acest film există patru capete de plan din album și câteva cadre publicate în 1925, în revista "Cinema". Aspectul lui Păcală este oarecum curios, părând a fi desenat după o marionetă sau o păpușă de celuloid, ceea ce a dus la concluzia că Aurel Petrescu a folosit aici tehnica cartoanelor decupate. Însuși autorul menționează că personajul "se decupează, având grijă de a-l descompune, astfel că obținem membrele separat".

## Bărbatul de la Adam până astăzișiFemeia de la Eva până în zilele noastre
Bărbatul de la Adam până azi, mai mult ca sigur, cuprinde fotogramele ce reprezintă diferite chipuri de bărbați, în ținută modernă de gală, în chip de Bachus sau sultan, de umil funcționar într-o gară sau de cititor al "Gazetei raiului", într-un colț de paradis.
Femeia de la Eva până în zilele noastre conține chipuri și siluete de femei în atitudinile cele mai diferite, seducătoare, grațioase și puțin ridicole, alungându-și plictiseala prin stațiunile la modă sau purtând într-o mână puternică un steag pe care scrie "VREM!".

## CiclulD-ale zilei,Proverbe ilustrate,Capete, figuri politice

D-ale zilei

Ciclul D-ale zilei era un fel de oglindă a societății contemporane. Seria a treia, cel puțin, intitulată "Politică-Modă-Finanțe-Import-Export" conține capete de plan referitoare la criză, la traficul de valută, la prohibiția alcoolului în Statele Unite și la contrabanda cu acesta, la crahurile bancare și la victimele lor.
Capete, figuri politice erau caricaturi ale politicienilor vremii, desenate în stilul în care apar și în grafica satirică a lui Aurel Petrescu din "Universul". Îi putem observa pe Alexandru Averescu, Ion Mihalache, Iuliu Maniu sau Ion I. C. Brătianu. În album există și un fel de variantă a lor, care aparține poate unui film de "capete de expresie", cu titlul "Se cunoaște după...". Sunt surprinse aici, într-adevăr, cocheta, omul de petrecere, poetul, negustorul, savantul, funcționarul, în expresii și atitudini ce-i caracterizează și permit să fie recunoscuți.

## Reclame
În album există peste o sută de capete de plan cu fotograme din reclame, executate pentru circa 30 de clienți. Modurile de prezentare diferă, de la animația elementară a materialului publicitar, la animații ample.
Fabricile Hess și Stollwerck sunt doar reamintite publicului consumator prin prezentarea emblemelor lor binecunoscute. Pentru conservele Grivița, o cutie purtând eticheta cu marca fabricii era considerată suficientă. Totuși, pentru ciocolata cu același nume, Aurel Petrescu realizează un mic film, cu un personaj care, consumând ciocolata recomandată, capătă o forță extraordinară (asemeni lui Popeye) și învinge într-un meci de box un adversar redutabil. Pentru magazinele Solavici și tricotajele Monica, reclamele sunt multe, variate, dar fără o realizare artistică deosebită. Prezentarea ciorapilor era făcută după modelul american, de către diferite girls, iar manechinele aveau uneori chipul Giocondei. 
Multe reclame aduc pe peliculă personaje cunoscute din filmele lui Petrescu sau ale altora. În afară de Păcală, o revedem pe iubita lui, în multe reclame pentru ața și bumbacurile C + B; motanul apare în reclamele pentru vopsele Gallus; Mickey și Minnie Mouse folosesc și ei aceleași bumbacuri, iar femeia cochetă din filmul "Femeia de la Eva până în zilele noastre" poartă mătăsurile Gallia. Cele mai inspirate reclame sunt cele pentru vinuri. Astfel, zeul Bachus, încununat cu lauri, pornește din proprie inițiativă să viziteze Pivnițele imperiale. 
Din relatările contemporanilor (Ion Cosma, doamna Petrescu), s-a mai aflat de existența a alte două reclame: Mott (o sticlă de șampanie căreia îi sare dopul și prin spuma formată apare cuvântul emblemă al fabricii) și "Radio cu trei lămpi" (pe un aparat de radio erau așezate trei lămpi de gaz care începeau să danseze în ritmul unei melodii).
Apariția, de prin 1925, a desenelor americane variate și ieftine, a ridicat ștacheta publicului, care a devenit mai exigent. Acest lucru l-a determinat pe Aurel Petrescu să se îndrepte către filmul artistic ("Dinu și Rodica", "Păcală și Tândală la București" - ambele realizate în anul 1926 în regia sa) și cel documentar, cu unele recidive în lumea desenului animat, în anul 1927 (vezi filmografia de mai jos).
În anul 1947, Aurel Petrescu s-a străduit să obțină sprijin oficial pentru realizarea unor filme de animație după basmele lui Ion Creangă: "Punguța cu doi bani" și "Capra cu trei iezi". Din ultimul film s-au păstrat doar fragmente ale încercărilor sale (capra și iezii pe prispa casei, joaca iezilor).

## Filmografia desenelor animate ale luiAurel Petrescu
- 1920 - Păcală în Lună, "comedie bufă cu desene animate"
- 1923 - D-ale zilei I
- 1923 - D-ale zilei II
- 1925 - Păcală amorezat
- 1926 - Motanul în lună
- 1926 - D-ale zilei III: Politică-Modă-Finanțe-Import-Export
- 1927 - D-ale zilei IV
- 1927 - Proverbe ilustrate
- 1927 - Capete, figuri politice
- 1927 - Bărbatul de la Adam până astăzi
- 1927 - Femeia de la Eva până în zilele noastre
- 1931 - Punguța cu doi bani (în stadiul de proiect)
- 1947 - Capra cu trei iezi (neterminat)